# زي رقص
زي الرقص هو اللباس الذي يرتديه الراقص عند رقصه أمام الجمهور.